# Podnik zahraničního obchodu
Podnik zahraničního obchodu (PZO, lidově pézetka) byl typ společnosti v komunistickém Československu. Společnosti tohoto typu měly s malými výjimkami monopol na provozování zahraničního obchodu na území Československa, tedy jakýchkoliv aktivit spojených s vývozem a dovozem zboží. Podniky byly řízeny státem, přesněji Ministerstvem zahraničního obchodu. Pro vysoké pozice v PZO bylo de facto vyžadováno členství v Komunistické straně Československa.
Mezi nejznámější PZO patřily Tuzex, Strojexport, Škodaexport, Petrimex, Omnipol nebo Motokov. Většina podniků zahraničního obchodu sídlila ve funkcionalistické budově Veletržního paláce. Po jeho požáru v roce 1974 pro ně byly stavěny nové objekty, například pro Koospol dnešní Budova CUBE (stavěna v letech 1975–77).

## Historie
Po únoru 1948 byla na schůzi vlády, konané v úterý 6. dubna 1948, schválena vedle celé řady osnov znárodňovacích zákonů také osnova zákona č. 119/1948 Sb. o státní organizaci zahraničního obchodu a mezinárodního zasilatelství, který ministra zahraničního obchodu zmocnil k vyhlášení znárodněných podniků provozujících po živnostensku zahraniční obchod nebo mezinárodního zasílatelství.
Zákon schválilo Národní shromáždění dne 28. dubna 1948. Tímto byl položen právní základ pro státní monopolizaci zahraničního obchodu a mezinárodního zasilatelství. Výhradní právo na provozování zahraničně obchodní činnosti získaly podle zákona č. 119/1948 Sb. tzv. specializované výsadní společnosti. Již v prvních srpnových dnech roku 1948 byly vyhlášeny stanovy šesti akciových dovozních a vývozních společností, které měly výhradní právo k provozování zahraničního obchodu.
Znárodnění se týká nemovitostí, budov, zařízení, příslušenství podniku a jiných movitostí a práv, která slouží k provozu znárodněného podniku, i když nenáleží majiteli podniku. Znárodňují se též podniky a závody pomocné a ty, které tvoří se znárodněným podnikem hospodářský celek. Ministr zahraničního obchodu upravuje, řídí a kontroluje dovoz, vývoz a průvoz zboží všeho druhu. V dohodě s Národní bankou rozhoduje o úhradách, potřebných k dovozu zboží. Zahraniční obchod a mezinárodní zasilatelství budou moci provádět jen ty podniky, které ministr zahraničního obchodu k tomu účelu zřídí nebo určí. Ministr určuje též formu, rozsah a způsob činnosti těchto podniků, které mají postavení samostatných právnických osob.
Rudé právo, 8.4.1948, s. 3
Dne 16. srpna 1948 složili do rukou ministra zahraničního obchodu Antonína Gregora slib ústřední ředitelé nově vytvořených výsadních společností zahraničního obchodu: Bohumil Česnek, ústřední ředitel „Čs. keramiky,” vývozní a dovozní akc. společnosti, inž. dr. Vilém Sada, ústřední ředitel „Chemapolu”, akc. společnosti pro dovoz a vývoz chemických výrobků a surovin, inž. František Adámek, ústřední ředitel „Centrotexu”, akc. společnosti pro dovoz a vývoz čs. textilního a oděvního průmyslu, s nimi též odboroví ředitelé, kteří byli dekretem ministra zahraničního obchodu pověřeni zastupováním ústředního ředitele, dále ministr zahraničního obchodu vyhlásil výsadní společnosti Československá akciová společnost pro vývoz skla, Oleaspol (později sloučen s Koospolem) a Československá akciová společnost pro vývoz chmele, vyhláškou č. 2471/1948 ze dne 15. října 1948 společnost Metrans, která od 1. ledna 1949 převzala agendu mezinárodního zasilatelství.
Na jednání Hospodářské rady ÚV KSČ dne 26. listopadu 1948 došlo ke schválení založení dalších šest výsadních společností a dne 3. prosince 1948 zřídil ministr zahraničního obchodu vyhláškami: č. 3132 akciovou společnost Metalimex pro dovoz a vývoz rud, kovů a pomocných hmot, její filiálka v Bratislavě měla obchodovat s olověnými rudami, olovem, cínem, hliníkem, antimonem a vyvážet slovenské železné rudy; č. 3133 akciovou společnost Poldi k dovozu a vývozu ušlechtilé oceli a výrobků z ní se sídlem v Kladně; č. 3134 akciovou společnost Koospol pro dovoz a vývoz zemědělských výrobků a potřeb se samostatnou filiálkou v Bratislavě pro dovoz a vývoz obilí a krmiv všeho druhu kromě osiva; č. 3135 Centrokomisi pro dovoz a vývoz potravin, vyhláškou č. 3136 akciovou společnost Koh-i-noor, L. a C. Hardtmuth pro vývoz a dovoz školních a kancelářských potřeb se sídlem v Českých Budějovicích a vyhláškou č. 3152 akciovou společnost Ferromet pro vývoz a dovoz hutnických výrobků.
Vyhláškou č. 3231 ze dne 10. prosince 1948 pak ještě zřídil akciovou společnost Koh-i-noor pro vývoz a dovoz výstrojního a drobného spotřebního zboží, především výstrojnou galanterii a doplňkové výrobky pro všechna průmyslová i řemeslná odvětví, a vyhláškou č. 3230 akciovou společnost Cukrex pro obchod s cukrem
Po dokončení znárodnění a organizace zahraničního obchodu existovalo k 1. únoru 1949 celkem 20 výsadních společností zahraničního obchodu: 
- Chemapol, pro dovoz a vývoz chemických výrobků a surovin, (od r. 1953 PZO,[12] Chemapol a.s. Bratislava byl 1. ledna 1980 změněn na Petrimex)
- Československá akciová společnost pro vývoz skla – Skloexport
- Československá keramika
- Československé sladovny
- Ligna, akciová společnost pro dovoz a vývoz dřeva a výrobků ze dřeva
- Centrotex, akciová společnost pro dovoz a vývoz čs. textilního a oděvního průmyslu
- Československá společnost pro vývoz chmele, později sloučená s Koospolem
- Papco, akciová společnost pro dovoz a vývoz výrobků papírenského průmyslu, později převedena do Ligny
- Československá celulosa, později převedena do Ligny
- Exico, akciová společnost pro dovoz a vývoz kožených a gumárenských výrobků a surovin
- Metalimex, akciová společnost pro dovoz a vývoz rudných kovů a pomocných hmot
- Poldi, akciová společnost pro dovoz a vývoz ušlechtilé oceli a ocelových výrobků, později převedená do Ferrometu
- Koospol, pro dovoz a vývoz zemědělských výrobků a potřeb
- Centrokomise, pro dovoz a vývoz potravin
- Koh-i-noor L. a C. Hardtmuth, pro dovoz a vývoz školních a kancelářských potřeb,
- Ferromet, pro vývoz a dovoz hutnických výrobků,
- Cukrex, pro obchod s cukrem, byl později převedena do Koospolu
- Koh-i-noor, akciová společnost pro dovoz a vývoz výstrojního a drobného spotřebního zboží, později Pragoexport
- Kovo, akciová společnost pro obchod s kovodělnými a strojírenskými výrobky a surovinami[13]

V důsledku nového rozdělení kovodělného a strojírenského průmyslu na tři generální ředitelství výroby bylo u společnosti »Kovo« celkem 9 obchodních závodů, a to: 1. těžké strojírenství a elektrotechnika s 8 prodejními odbory - 2. dílenská zařízení - 3. slaboproudá a užitková elektrotechnika s 3 prodejními odbory - 4. auta, motocykly a letadla s 2 prodejními odbory - 5. hospodářské stroje a traktory - 6. jemná mechanika a optika s 2 prodejními odbory - 7. všeobecné strojnictví s 6 prodejními odbory - 8. obchodní závod Omnipol a konečně 9. filiálka v Bratislavě.
Lidová demokracie, 20.01.1949, s. 4
Pro mezinárodní zasilatelství byla zřízena zvláštní společnost a jako zvláštní odbory u výrobních podniků byly ustaveny společnosti: 
- Československé doly
- Československý tabákový monopol a
- Slovenské magnesitové závody.[14]

Zároveň KSČ přikročila k výchově kádrů a od února 1949 začaly výsadní společnosti pořádat čtrnáctidenní internátní kurzy, například v táboře na Čeperce u Unhoště (za Protektorátu tábor Kuratoria) probíhala od konce února do konce června 1949 internátní politická školení zaměstnanců Centrotexu, Čs. keramiky, Papca, Čs. dolů a Tabákového monopolu.
Toto poznání předkládá se jim ve čtrnáctidenních kursech ve velmi zhuštěné, ale dokonale promyšlené formě. Ve dvanácti čtyřhodinových přednáškách je podán stručný přehled filosofických světových názorů, zvláště pak dialektického materialismu, a přehled společenského vývoje. Pamatuje se v nich na základy ekonomiky, je v nich zachycen vznik a vývoj socialismu, vykládá se tu o politickém a hospodářském vývoji naší republiky od jejího vzniku až do dnešních dnů, o mezinárodní hospodářské a politické situaci a o hospodářském plánování.
Svět v obrazech, 11.06.1949, s. 16
Během reorganizace zahraničního obchodu v roce 1953 byly zřízeny podniky zahraničního obchodu, též označované jako organizace zahraničního obchodu (zkratka OZO). Postupem času se komunistické vládě podařilo vybudovat kolem 30 organizací zahraničního obchodu, z toho 17 podniků zahraničního obchodu pro dovoz a vývoz zboží a Výzkumný ústav zahraničního obchodu.

## Abecední seznam PZO a akciových společností pro zahraniční obchod
- Artia, československá akciová společnost pro dovoz a vývoz kulturních statků se sídlem v Praze, byla zřízena opatřením ministra zahraničního obchodu ze dne 22. prosince 1952 č. 1/53; vyhláškou ministra zahraničního obchodu č. 300/1953 Ú. l. ze dne 18. září 1953 o přeměně společnosti Artia, československé akciové společnosti pro dovoz a vývoz kulturních statků, byla transformována na podnik zahraničního obchodu s názvem ARTIA, podnik zahraničního obchodu pro dovoz a vývoz kulturních statků.[17][18][19]

- Centrotex, akciová společnost pro dovoz a vývoz čs. textilního a oděvního průmyslu byla zřízena vyhláškou č. 2054/1948 Ú. l. jako státně monopolní společnost a v roce 1952 byla formálně přejmenována na podnik zahraničního obchodu. V období Rozsypalovy reformy došlo k oddělení samostatného podniku zahraničního obchodu Svit. Vyhláškou 125/1967 Sb. byl k začátku r. 1968 sloučen s nově založenou Centrotex, akciová společnost pro zahraniční obchod (od dubna 1979 jen akciová společnost), která 30. listopadu 1967 získala státní povolení č. j. 106388/67-17.[20][21]

- Československá námořní plavba (1948 Metrans, 1952 Čechofracht, r. 1959 ČNP se sídlem v Praze a zastoupením v Pekingu)[22]
- DAREX (od r. 1949 PZO pro dárkový export, r. 1951 zrušen, od r. 1957 nahrazen PZO Tuzex)

- CHEMAPOL (r. 1949, od r. 1953 PZO, od r. 1980 Petrimex)
- KOVO (r. 1949, od r. 1953 PZO pro dovoz a vývoz výrobků elektroniky a slaboproudé techniky, rozhlasových a televizních vysílacích středisek, výrobků měřicí techniky a automatizace, výrobků zdravotnické techniky, zařízení nemocnic, kancelářských a matematických strojů, zařízení na výrobu rádiopřijímačů, televizorů, magnetofonů, gramofonů a jejich součástek)[23]
- TECHNOEXPORT (dříve Technospol, od r. 1953 PZO pro vývoz průmyslových celků)[24]
- TRANSAKTA (od r. 1958 PZO pro obchody přesahující rámec podnikání jednotlivých PZO)[25]
- INVESTA (od r. 1965 PZO pro dovoz a vývoz ložisek, strojů a zařízení pro průmysl textilní, konfekční, kožedělný a obuvnický, včetně zařízení pro jejich montáž)[26]
- EXICO (r. 1949, od r. 1965 PZO pro vývoz a dovoz obuvi, kožedělného zboží a materiálů)[27]
- MERKURIA (od r. 1965 PZO pro dovoz a vývoz strojírenského spotřebního zboží, včetně elektrospotřebičů, plynových spotřebičů, smaltovaných výrobků, dílenského náčiní a nářadí a potřeb pro domácnost, výrobků jemné mechaniky a optiky a dále strojů a zařízení pro prodejny, prádelny, čistírny, žehlírny, atd.)[28]
- ŠKODAEXPORT 1965
- METALIMEX (sloučený s Carboexportem, od r. 1953 PZO, r. 1959 rozšířen sortiment o dovoz a vývoz zlata, stříbra, platiny a kovů skupiny platinové, jakož i obstarávání aktivního zušlechťování zahraničních hutních surovin v tuzemsku a pasivního zušlechťování těchto surovin v cizině)[29]
- MOTOKOV
- POLYTECHNA
- PRAGOEXPORT
- PRAGOINVEST
- SIMEX
- STROJEXPORT (PZO pro dovoz a vývoz zařízení pro těžbu uhlí, stavební a silniční stroje, mostní konstrukce, osobní a nákladní železniční vozy)
- STROJIMPORT (PZO pro dovoz a vývoz kovoobráběcích a tvářecích strojů, nástrojů a měřidel, číslicových systémů, dřevoobráběcích a sklářských strojů, zařízení pro povrchovou úpravu a strojně technologických souborů)
- IMEX (od r. 1970 obchodní společnost pro dovoz a vývoz při ministerstvu vnitřního obchodu)
- Omnipol (PZO pro obchod se zbraněmi)
- Unicoop, účelový družstevní podnik, jehož zřízení bylo sděleno Ústřední radou družstev v Úředním listu (částka 7/1959 o zřízení účelového podniku Unicoop)[30]